# Louise von Bahr
Ebba Augusta Louise von Bahr, född 18 december 1870 i Södertälje, död 13 februari 1942 i Stockholm, var en svensk gymnastikdirektör. Hon var starkt engagerad i de kvinnliga gymnastikdirektörernas arbetsförhållanden under den första delen av 1900-talet.

## Biografi
Louise von Bahr växte upp på Hjortsberga gård nära sjön Julans norra strand i Södermanland. När hon var åtta år avled hennes moder Charlotta Boström. Fadern Otto von Bahr, kapten i väg- och vattenbyggnadskåren, godsägare och direktör i Skandia, gifte om sig med Alfhild Bergman med vilken Louise von Bahr hade en god och nära relation genom hela livet. Louise von Bahr hade nio syskon, bland dem ingenjören Per von Bahr, lärarinnan Julia von Bahr och Lotten von Bahr som kom att gifta sig med kompositören Sven Scholander.
Efter att ha tagit examen vid Lyceum för flickor i Stockholm antogs Louise von Bahr 1891 till gymnastikdirektörsutbildningen vid Gymnastiska centralinstitutet (GCI) i Stockholm. Efter examen 1893 arbetade hon som gymnastiklärare, vid Hallska skolan och vid olika folkskolor i Göteborg 1894–1897, där hon även ledde övningarna i Gymnastiksällskapet Sköldmön, Sveriges första gymnastikförening för kvinnor. Från 1898 till 1930 arbetade hon vid Djursholms samskola norr om Stockholm. Liksom majoriteten av de kvinnliga gymnastikdirektörer som arbetade som gymnastiklärare vid skolor arbetade hon under somrarna, under halvtannat decennium efter examen, som sjukgymnast vid olika kur- och brunnsorter: Karlshamn, Trulsboda och Ramlösa. Vid sidan om lärararbetet drev hon också ett privat sjukgymnastikinstitut, under åren 1905–1913 tillsammans med kollegan Anna Lundberg.
Med Louise von Bahr som samlande kraft upprätthöll de gymnastikdirektörer som utexaminerades från GCI 1893 under 50 år en brevkorrespondens i form av vandringsböcker. Åren 1893–1943 cirkulerade dessa, vilka kom att omfatta närapå 500 brev, mellan de forna kurskamraterna, med undantag av åren 1914–1922 då boken försvann i första världskrigets Frankrike. Breven omfattar fem volymer och förvaras i Gymnastik- och idrottshögskolans bibliotek. De ger en unik insyn i yrkes- och vardagsliv för svenska kvinnor med en högre professionsutbildning under denna tid. De innehåller också hundratals fotografier, främst familjebilder.
Louise von Bahr var starkt engagerad i de kvinnliga gymnastikdirektörernas arbetsförhållanden. Hon var ordförande i deras intresseförening Föreningen GCI under 19 år, 1917–1935, och i satt föreningens styrelse från 1908. Som ordförande i Föreningen GCI engagerade hon sig främst i gymnastikdirektörernas löne- och arbetsvillkor, vilka hon ansåg försämrades på grund av att staten utexaminerade alltför många gymnastikdirektörer. Hon argumenterade även för likalönsprincipen mellan kvinnor och män. Hennes engagemang för gymnastikdirektörernas arbetsvillkor gjorde henne också till en stark kritiker av den uppdelning av gymnastikutbildningen som skedde i samband med GCI:s omorganisering 1934. Denna innebar att gymnastikdirektörernas dubbla yrkesbehörighet, att vara både sjukgymnast och gymnastiklärare, försvann. Det försämrade de enskilda kvinnornas försörjningsmöjligheter och handlingsutrymme.
Louise von Bahr var också, som vice ordförande tillsammans med Anna Lundberg, sekreterare och skattmästare, den drivande kraften i Kvinnliga Gymnastikföreningen Sverige, som stod bakom det kvinnliga deltagandet i gymnastik vid OS i Stockholm 1912. I en annars strikt manlig miljö organiserades och kontrollerades den kvinnliga gymnastikuppvisningen av kvinnor. Hon fanns även bland de kvinnor som förstärkte Sveriges Riksidrottsförbunds idrottsmärkeskommitté i samband med att stipulationer för ett kvinnligt idrottsmärke upprättades 1913. Hon var medlem av Förbundet för fysisk fostrans första styrelse 1913 och den enda kvinnliga ledamoten av kommittén för omorganisering av GCI 1927.
Politiskt var Louise von Bahr liberal. Hennes stora samhällsengagemang utanför kroppskulturen handlade om fred och nedrustning. Hon var aktiv i Förbundet för kristet samhällsliv och Vännernas samfund i Sverige (kväkarna). I brevväxlingen med sina kurskamrater fördömde hon såväl F-båtsinsamlingen som Sven Hedins pamflett samtidigt som hon pläderade för manlig värnpliktsvägran. Hon fanns även med bland undertecknarna av Internationella Kvinnoförbundet för Fred och Frihets upprop 1915.
Louise von Bahr avled 1942 och är begravd på Vårdinge kyrkogård.